# Quando m'innamoro
Quando m'innamoro est une chanson italienne écrite par Daniele Pace, Mario Panzeri et Roberto Livraghi.
Anna Identici, la chanteuse italienne de 20 ans, couplée au trio américain The Sandpipers, l'a présentée au public au Festival de Sanremo de 1968 (it). La chanson s'est classée sixième, avec un total de 126 points.
Pour Identici, Quando m'innamoro est devenue le plus gros succès de sa carrière.
La chanson a ensuite été adaptée en anglais sous le titre A Man Without Love. Enregistrée par Engelbert Humperdinck, cette version anglaise a atteint la 2e place au Royaume-Uni.
La chanson a également été adaptée en français : Comment te dire, interprétée par Joe Dassin.

## Classements

### A Man Without Loved'Engelbert Humperdinck
| Classement (1968)                       | Meilleure position |
| --------------------------------------- | ------------------ |
| Autriche (Ö3 Austria Top 40)            | 6                  |
| Belgique (Flandre Ultratop 50 Singles)  | 1                  |
| Belgique (Wallonie Ultratop 50 Singles) | 1                  |
| Pays-Bas (Nederlandse Top 40)           | 6                  |
| Pays-Bas (Single Top 100)               | 5                  |
| Allemagne (GfK Entertainment)           | 6                  |
| Irlande                                 | 1                  |
| Norvège (VG-lista)                      | 3                  |
| Suisse (Schweizer Hitparade)            | 1                  |
| Royaume-Uni (UK Singles Chart)          | 2                  |
| États-Unis (Hot 100)                    | 19                 |

### Comment te direde Joe Dassin
| Classement (1968)                       | Meilleure position |
| --------------------------------------- | ------------------ |
| Belgique (Wallonie Ultratop 50 Singles) | 2                  |